# Liste der Nummer-eins-Hits in den britischen Charts (1977)
Dies ist eine Liste der Nummer-eins-Hits in den britischen Charts im Jahr 1977. Sie basiert auf den Official Singles Chart Top 50 und den Official Albums Chart Top 60, die vom Chart Information Network ermittelt wurden. Es gab in diesem Jahr 19 Nummer-eins-Singles und 18 Nummer-eins-Alben.

## Singles
| ← 1976 ← | Liste der Nummer-eins-Hits in den britischen Charts | Liste der Nummer-eins-Hits in den britischen Charts | Liste der Nummer-eins-Hits in den britischen Charts | 1978 →                    |
| \| Zeitraum \| Wo. ges. \| Interpret \| Titel Autor(en) \| Zusätzliche Informationen \| \| (Zeitraum, Wochen auf Platz eins, Interpret, Titel, Autor[en], zusätzliche Informationen) \| \| \| \| \| \| ----------------------------------------------------------------------------------------- \| -------- \| ------------------ \| -------------------------------------------------------------------------------------------------------------------------------------------------------------------------------- \| ------------------------- \| \| 19. Dezember 1976 – 8. Januar 1977 3 Wochen \| 3 \| Johnny Mathis \| When a Child Is Born (Soleado) Musik: Zacar, Dario Baldan Bembo; Originaltext: Alberto Salerno, Francesco Specchia, Maurizio Seymandi; zusätzlicher Text: Fred Jay, Michael Holm \| – \| \| 9. Januar 1977 – 5. Februar 1977 4 Wochen \| 4 \| David Soul \| Don’t Give Up on Us David Richard Solberg \| – \| \| 6. Februar 1977 – 12. Februar 1977 1 Woche \| 1 \| Julie Covington \| Don’t Cry for Me Argentina Musik: Andrew Lloyd Webber; Text: Timothy Miles Bindon Rice \| – \| \| 13. Februar 1977 – 5. März 1977 3 Wochen \| 3 \| Leo Sayer \| When I Need You Musik: Albert Louis Hammond; Text: Carole Bayer Sager \| – \| \| 6. März 1977 – 26. März 1977 3 Wochen \| 3 \| Manhattan Transfer \| Chanson d’Amour Wayne Shanklin \| – \| \| 27. März 1977 – 30. April 1977 5 Wochen \| 5 \| ABBA \| Knowing Me, Knowing You Benny Goran Bror Andersson, Björn K. Ulvaeus, Stikkan Andersson \| – \| \| 1. Mai 1977 – 14. Mai 1977 2 Wochen \| 2 \| Deniece Williams \| Free June Deniece Williams, Hank Redd, Nathan L. Watts, Susaye Greene \| – \| \| 15. Mai 1977 – 11. Juni 1977 4 Wochen \| 4 \| Rod Stewart \| I Don’t Want to Talk About It / The First Cut Is the Deepest Danny Whitten / Cat Stevens \| – \| \| 12. Juni 1977 – 18. Juni 1977 1 Woche \| 1 \| Kenny Rogers \| Lucille Roger Bowling, Hal Bynum \| – \| \| 19. Juni 1977 – 25. Juni 1977 1 Woche \| 1 \| The Jacksons \| Show You the Way to Go Kenneth Gamble, Leon A. Huff \| – \| \| 26. Juni 1977 – 16. Juli 1977 3 Wochen \| 3 \| Hot Chocolate \| So You Win Again Russ Ballard \| – \| \| 17. Juli 1977 – 13. August 1977 4 Wochen \| 4 \| Donna Summer \| I Feel Love Peter Bellotte, Giorgio Moroder, Donna Summer \| – \| \| 14. August 1977 – 20. August 1977 1 Woche \| 1 \| Brotherhood of Man \| Angelo Tony Hiller, Lee Sheriden, Martin Barnes \| – \| \| 21. August 1977 – 27. August 1977 1 Woche \| 1 \| The Floaters \| Float On Arnold Darnell Ingram, James Mitchell Jr., Marvin Lee Willis \| – \| \| 28. August 1977 – 1. Oktober 1977 5 Wochen \| 5 \| Elvis Presley \| Way Down Layng Martine Jr. \| – \| \| 2. Oktober 1977 – 22. Oktober 1977 3 Wochen \| 3 \| David Soul \| Silver Lady Anthony Gordon Instone, Geoffrey Stephens \| – \| \| 23. Oktober 1977 – 29. Oktober 1977 1 Woche \| 1 \| Baccara \| Yes Sir, I Can Boogie Musik: Rolf Soja; Text: Frank Dostal \| – \| \| 30. Oktober 1977 – 26. November 1977 4 Wochen \| 4 \| ABBA \| The Name of the Game Benny Goran Bror Andersson, Björn K. Ulvaeus, Stig Erik Leopold Anderson \| – \| \| 27. November 1977 – 28. Januar 1978 9 Wochen \| 9 \| Wings \| Mull of Kintyre / Girls’ School Denny Laine, Paul James McCartney / Paul McCartney \| – \| |                                                     |                                                     | |                           |
| ← 1976 |                                                     |                                                     | | → 1978 →                  |
| Zeitraum | Wo. ges.                                            | Interpret                                           | Titel Autor(en) | Zusätzliche Informationen |
| (Zeitraum, Wochen auf Platz eins, Interpret, Titel, Autor[en], zusätzliche Informationen) |                                                     |                                                     | |                           |
| 19. Dezember 1976 – 8. Januar 1977 3 Wochen | 3                                                   | Johnny Mathis                                       | When a Child Is Born (Soleado) Musik: Zacar, Dario Baldan Bembo; Originaltext: Alberto Salerno, Francesco Specchia, Maurizio Seymandi; zusätzlicher Text: Fred Jay, Michael Holm | –                         |
| 9. Januar 1977 – 5. Februar 1977 4 Wochen | 4                                                   | David Soul                                          | Don’t Give Up on Us David Richard Solberg | –                         |
| 6. Februar 1977 – 12. Februar 1977 1 Woche | 1                                                   | Julie Covington                                     | Don’t Cry for Me Argentina Musik: Andrew Lloyd Webber; Text: Timothy Miles Bindon Rice                                                                                           | –                         |
| 13. Februar 1977 – 5. März 1977 3 Wochen | 3                                                   | Leo Sayer                                           | When I Need You Musik: Albert Louis Hammond; Text: Carole Bayer Sager | –                         |
| 6. März 1977 – 26. März 1977 3 Wochen | 3                                                   | Manhattan Transfer                                  | Chanson d’Amour Wayne Shanklin | –                         |
| 27. März 1977 – 30. April 1977 5 Wochen | 5                                                   | ABBA                                                | Knowing Me, Knowing You Benny Goran Bror Andersson, Björn K. Ulvaeus, Stikkan Andersson                                                                                          | –                         |
| 1. Mai 1977 – 14. Mai 1977 2 Wochen | 2                                                   | Deniece Williams                                    | Free June Deniece Williams, Hank Redd, Nathan L. Watts, Susaye Greene | –                         |
| 15. Mai 1977 – 11. Juni 1977 4 Wochen | 4                                                   | Rod Stewart                                         | I Don’t Want to Talk About It / The First Cut Is the Deepest Danny Whitten / Cat Stevens                                                                                         | –                         |
| 12. Juni 1977 – 18. Juni 1977 1 Woche | 1                                                   | Kenny Rogers                                        | Lucille Roger Bowling, Hal Bynum | –                         |
| 19. Juni 1977 – 25. Juni 1977 1 Woche | 1                                                   | The Jacksons                                        | Show You the Way to Go Kenneth Gamble, Leon A. Huff | –                         |
| 26. Juni 1977 – 16. Juli 1977 3 Wochen | 3                                                   | Hot Chocolate                                       | So You Win Again Russ Ballard | –                         |
| 17. Juli 1977 – 13. August 1977 4 Wochen | 4                                                   | Donna Summer                                        | I Feel Love Peter Bellotte, Giorgio Moroder, Donna Summer | –                         |
| 14. August 1977 – 20. August 1977 1 Woche | 1                                                   | Brotherhood of Man                                  | Angelo Tony Hiller, Lee Sheriden, Martin Barnes | –                         |
| 21. August 1977 – 27. August 1977 1 Woche | 1                                                   | The Floaters                                        | Float On Arnold Darnell Ingram, James Mitchell Jr., Marvin Lee Willis | –                         |
| 28. August 1977 – 1. Oktober 1977 5 Wochen | 5                                                   | Elvis Presley                                       | Way Down Layng Martine Jr. | –                         |
| 2. Oktober 1977 – 22. Oktober 1977 3 Wochen | 3                                                   | David Soul                                          | Silver Lady Anthony Gordon Instone, Geoffrey Stephens | –                         |
| 23. Oktober 1977 – 29. Oktober 1977 1 Woche | 1                                                   | Baccara                                             | Yes Sir, I Can Boogie Musik: Rolf Soja; Text: Frank Dostal | –                         |
| 30. Oktober 1977 – 26. November 1977 4 Wochen | 4                                                   | ABBA                                                | The Name of the Game Benny Goran Bror Andersson, Björn K. Ulvaeus, Stig Erik Leopold Anderson                                                                                    | –                         |
| 27. November 1977 – 28. Januar 1978 9 Wochen | 9                                                   | Wings                                               | Mull of Kintyre / Girls’ School Denny Laine, Paul James McCartney / Paul McCartney                                                                                               | –                         |

## Alben
| ← 1976 ← | Liste der Nummer-eins-Hits in den britischen Charts | Liste der Nummer-eins-Hits in den britischen Charts | Liste der Nummer-eins-Hits in den britischen Charts | 1978 →                    |
| \| Zeitraum \| Wo. ges. \| Interpret \| Titel \| Zusätzliche Informationen \| \| (Zeitraum, Wochen auf Platz eins, Interpret, Titel, zusätzliche Informationen) \| \| \| \| \| \| ------------------------------------------------------------------------------ \| -------- \| -------------------------- \| ----------------------------------------------- \| ------------------------- \| \| 21. November 1976 – 1. Januar 1977 6 Wochen \| 6 \| Glen Campbell \| 20 Golden Greats \| – \| \| 2. Januar 1977 – 8. Januar 1977 1 Woche \| 1 \| Queen \| A Day at the Races \| – \| \| 9. Januar 1977 – 15. Januar 1977 1 Woche (insgesamt 10) \| 10 \| ABBA \| Arrival \| – \| \| 16. Januar 1977 – 12. Februar 1977 4 Wochen \| 4 \| Slim Whitman \| Red River Valley \| – \| \| 13. Februar 1977 – 26. März 1977 6 Wochen \| 6 \| The Shadows \| 20 Golden Greats \| – \| \| 27. März 1977 – 9. April 1977 2 Wochen \| 2 \| Frank Sinatra \| Portrait of Sinatra \| – \| \| 10. April 1977 – 11. Juni 1977 9 Wochen (insgesamt 10) \| 10 \| ABBA \| Arrival \| – \| \| 12. Juni 1977 – 18. Juni 1977 1 Woche \| 1 \| The Beatles \| Live at the Hollywood Bowl \| – \| \| 19. Juni 1977 – 25. Juni 1977 1 Woche \| 1 \| The Muppets \| The Muppet Show \| – \| \| 26. Juni 1977 – 9. Juli 1977 2 Wochen \| 2 \| (Soundtrack) \| A Star Is Born \| – \| \| 10. Juli 1977 – 6. August 1977 4 Wochen \| 4 \| Johnny Mathis \| The Johnny Mathis Collection \| – \| \| 7. August 1977 – 20. August 1977 2 Wochen \| 2 \| Yes \| Going for the One \| – \| \| 21. August 1977 – 3. September 1977 2 Wochen \| 2 \| Connie Francis \| 20 All Time Greats \| – \| \| 4. September 1977 – 10. September 1977 1 Woche \| 1 \| Elvis Presley \| 40 Greatest Hits \| – \| \| 11. September 1977 – 29. Oktober 1977 7 Wochen \| 7 \| Diana Ross & the Supremes \| 20 Golden Greats \| – \| \| 30. Oktober 1977 – 5. November 1977 1 Woche \| 1 \| Cliff Richard \| 40 Golden Greats \| – \| \| 6. November 1977 – 19. November 1977 2 Wochen \| 2 \| Sex Pistols \| Never Mind the Bollocks, Here’s the Sex Pistols \| – \| \| 20. November 1977 – 3. Dezember 1977 2 Wochen (insgesamt 3) \| 3 \| Bread \| The Sound of Bread \| – \| \| 4. Dezember 1977 – 14. Januar 1978 6 Wochen \| 6 \| (Verschiedene Interpreten) \| Disco Fever \| – \| |                                                     |                                                     |                                                     |                           |
| ← 1976 |                                                     |                                                     |                                                     | → 1978 →                  |
| Zeitraum | Wo. ges.                                            | Interpret                                           | Titel                                               | Zusätzliche Informationen |
| (Zeitraum, Wochen auf Platz eins, Interpret, Titel, zusätzliche Informationen) |                                                     |                                                     |                                                     |                           |
| 21. November 1976 – 1. Januar 1977 6 Wochen | 6                                                   | Glen Campbell                                       | 20 Golden Greats                                    | –                         |
| 2. Januar 1977 – 8. Januar 1977 1 Woche | 1                                                   | Queen                                               | A Day at the Races                                  | –                         |
| 9. Januar 1977 – 15. Januar 1977 1 Woche (insgesamt 10) | 10                                                  | ABBA                                                | Arrival                                             | –                         |
| 16. Januar 1977 – 12. Februar 1977 4 Wochen | 4                                                   | Slim Whitman                                        | Red River Valley                                    | –                         |
| 13. Februar 1977 – 26. März 1977 6 Wochen | 6                                                   | The Shadows                                         | 20 Golden Greats                                    | –                         |
| 27. März 1977 – 9. April 1977 2 Wochen | 2                                                   | Frank Sinatra                                       | Portrait of Sinatra                                 | –                         |
| 10. April 1977 – 11. Juni 1977 9 Wochen (insgesamt 10) | 10                                                  | ABBA                                                | Arrival                                             | –                         |
| 12. Juni 1977 – 18. Juni 1977 1 Woche | 1                                                   | The Beatles                                         | Live at the Hollywood Bowl                          | –                         |
| 19. Juni 1977 – 25. Juni 1977 1 Woche | 1                                                   | The Muppets                                         | The Muppet Show                                     | –                         |
| 26. Juni 1977 – 9. Juli 1977 2 Wochen | 2                                                   | (Soundtrack)                                        | A Star Is Born                                      | –                         |
| 10. Juli 1977 – 6. August 1977 4 Wochen | 4                                                   | Johnny Mathis                                       | The Johnny Mathis Collection                        | –                         |
| 7. August 1977 – 20. August 1977 2 Wochen | 2                                                   | Yes                                                 | Going for the One                                   | –                         |
| 21. August 1977 – 3. September 1977 2 Wochen | 2                                                   | Connie Francis                                      | 20 All Time Greats                                  | –                         |
| 4. September 1977 – 10. September 1977 1 Woche | 1                                                   | Elvis Presley                                       | 40 Greatest Hits                                    | –                         |
| 11. September 1977 – 29. Oktober 1977 7 Wochen | 7                                                   | Diana Ross & the Supremes                           | 20 Golden Greats                                    | –                         |
| 30. Oktober 1977 – 5. November 1977 1 Woche | 1                                                   | Cliff Richard                                       | 40 Golden Greats                                    | –                         |
| 6. November 1977 – 19. November 1977 2 Wochen | 2                                                   | Sex Pistols                                         | Never Mind the Bollocks, Here’s the Sex Pistols     | –                         |
| 20. November 1977 – 3. Dezember 1977 2 Wochen (insgesamt 3) | 3                                                   | Bread                                               | The Sound of Bread                                  | –                         |
| 4. Dezember 1977 – 14. Januar 1978 6 Wochen | 6                                                   | (Verschiedene Interpreten)                          | Disco Fever                                         | –                         |

Die Angaben basieren auf den offiziellen Verkaufshitparaden des Chart Information Networks für das Vereinigte Königreich. Die Datumsangaben beziehen sich auf das Gültigkeitsdatum der Charts, also jeweils die auf die Verkaufswoche folgende Woche.

## Jahreshitparaden
| ← 1976 ← | Liste der Nummer-eins-Hits in den britischen Charts | Liste der Nummer-eins-Hits in den britischen Charts | Liste der Nummer-eins-Hits in den britischen Charts | 1978 →   |
| \| Singles \| Position# \| Alben \| \| ------------------------------------------------------------------------------------------------------ \| --------- \| ------------------------------------------ \| \| Mull of Kintyre / Girls’ School Wings Denny Laine, Paul James McCartney / Paul McCartney \| 1 \| Arrival ABBA \| \| Don’t Give Up on Us David Soul David Richard Solberg \| 2 \| 20 Golden Greats The Shadows \| \| Don’t Cry for Me Argentina Julie Covington Musik: Andrew Lloyd Webber; Text: Timothy Miles Bindon Rice \| 3 \| 20 Golden Greats Diana Ross & the Supremes \| \| When I Need You Leo Sayer Musik: Albert Louis Hammond; Text: Carole Bayer Sager \| 4 \| Rumours Fleetwood Mac \| \| Silver Lady David Soul Anthony Gordon Instone, Geoffrey Stephens \| 5 \| A Star Is Born (Soundtrack) \| \| Knowing Me, Knowing You ABBA Benny Goran Bror Andersson, Björn K. Ulvaeus, Stikkan Andersson \| 6 \| The Sound of Bread Bread \| \| I Feel Love Donna Summer Peter Bellotte, Giorgio Moroder, Donna Summer \| 7 \| Disco Fever (Verschiedene Interpreten) \| \| Way Down Elvis Presley Layng Martine Jr. \| 8 \| Greatest Hits ABBA \| \| So You Win Again Hot Chocolate Russ Ballard \| 9 \| Hotel California Eagles \| \| Angelo Brotherhood of Man Tony Hiller, Lee Sheriden, Martin Barnes \| 10 \| Endless Flight Leo Sayer \| |                                                     |                                                     |                                                     |          |
| ← 1976 |                                                     |                                                     |                                                     | → 1978 → |
| Singles | Position#                                           | Alben                                               |                                                     |          |
| Mull of Kintyre / Girls’ School Wings Denny Laine, Paul James McCartney / Paul McCartney | 1                                                   | Arrival ABBA                                        |                                                     |          |
| Don’t Give Up on Us David Soul David Richard Solberg | 2                                                   | 20 Golden Greats The Shadows                        |                                                     |          |
| Don’t Cry for Me Argentina Julie Covington Musik: Andrew Lloyd Webber; Text: Timothy Miles Bindon Rice | 3                                                   | 20 Golden Greats Diana Ross & the Supremes          |                                                     |          |
| When I Need You Leo Sayer Musik: Albert Louis Hammond; Text: Carole Bayer Sager | 4                                                   | Rumours Fleetwood Mac                               |                                                     |          |
| Silver Lady David Soul Anthony Gordon Instone, Geoffrey Stephens | 5                                                   | A Star Is Born (Soundtrack)                         |                                                     |          |
| Knowing Me, Knowing You ABBA Benny Goran Bror Andersson, Björn K. Ulvaeus, Stikkan Andersson | 6                                                   | The Sound of Bread Bread                            |                                                     |          |
| I Feel Love Donna Summer Peter Bellotte, Giorgio Moroder, Donna Summer | 7                                                   | Disco Fever (Verschiedene Interpreten)              |                                                     |          |
| Way Down Elvis Presley Layng Martine Jr. | 8                                                   | Greatest Hits ABBA                                  |                                                     |          |
| So You Win Again Hot Chocolate Russ Ballard | 9                                                   | Hotel California Eagles                             |                                                     |          |
| Angelo Brotherhood of Man Tony Hiller, Lee Sheriden, Martin Barnes | 10                                                  | Endless Flight Leo Sayer                            |                                                     |          |